# México nos Jogos Olímpicos
O México participou pela primeira vez dos Jogos Olímpicos em 1900 e enviou atletas para competirem em todas as edições dos Jogos Olímpicos de Verão desde 1924. O México também fez parte de vários Jogos Olímpicos de Inverno desde 1928, embora nunca tenha ganhado uma medalha.
O México foi a sede dos Jogos Olímpicos de Verão de 1968 na Cidade do México.
Atletas mexicanos ganharam um total e 62 medalhas - com o Atletismo,os Saltos ornamentais e o Boxe como os esportes mais premiados.
O Comitê Olímpico Nacional do México é o Comité Olímpico Mexicano e foi criado em 1923.

## Quadro de Medalhas

### Medalhas por Jogos de Verão
| Jogos                             | Ouro           | Prata          | Bronze         | Total          |
| 1900 Paris                        | 0              | 0              | 1              | 1              |
| 1904 St. Louis                    | não participou | não participou | não participou | não participou |
| 1908 Londres                      | não participou | não participou | não participou | não participou |
| 1912 Estocolmo                    | não participou | não participou | não participou | não participou |
| 1920 Antuérpia                    | não participou | não participou | não participou | não participou |
| 1924 Paris                        | 0              | 0              | 0              | 0              |
| 1928 Amsterdã                     | 0              | 0              | 0              | 0              |
| 1932 Los Angeles                  | 0              | 2              | 0              | 2              |
| 1936 Berlim                       | 0              | 0              | 3              | 3              |
| 1948 Londres                      | 2              | 1              | 2              | 5              |
| 1952 Helsinque                    | 0              | 1              | 0              | 1              |
| 1956 Melbourne                    | 1              | 0              | 1              | 2              |
| 1960 Roma                         | 0              | 0              | 1              | 1              |
| 1964 Tóquio                       | 0              | 0              | 1              | 1              |
| 1968 Cidade do México (país-sede) | 3              | 3              | 3              | 9              |
| 1972 Munique                      | 0              | 1              | 0              | 1              |
| 1976 Montreal                     | 1              | 0              | 1              | 2              |
| 1980 Moscou                       | 0              | 1              | 3              | 4              |
| 1984 Los Angeles                  | 2              | 3              | 1              | 6              |
| 1988 Seul                         | 0              | 0              | 2              | 2              |
| 1992 Barcelona                    | 0              | 1              | 0              | 1              |
| 1996 Atlanta                      | 0              | 0              | 1              | 1              |
| 2000 Sydney                       | 1              | 2              | 3              | 6              |
| 2004 Atenas                       | 0              | 3              | 1              | 4              |
| 2008 Pequim                       | 2              | 0              | 2              | 4              |
| 2012 Londres                      | 1              | 3              | 4              | 8              |
| 2016 Rio de Janeiro               | 0              | 3              | 2              | 5              |
| 2020 Tóquio                       | 0              | 0              | 4              | 4              |
| Total                             | 13             | 24             | 36             | 73             |

### Medalhas por Esportes
| Esporte            | Ouro | Prata | Bronze | Total |
| Atletismo          | 3    | 6     | 2      | 10    |
| Boxe               | 2    | 3     | 8      | 12    |
| Hipismo            | 2    | 1     | 4      | 7     |
| Taekwondo          | 2    | 2     | 3      | 6     |
| Saltos ornamentais | 1    | 7     | 7      | 15    |
| Natação            | 1    | 0     | 1      | 2     |
| Halterofilismo     | 1    | 0     | 1      | 2     |
| Futebol            | 1    | 0     | 1      | 2     |
| Ciclismo           | 0    | 1     | 1      | 2     |
| Tiro com arco      | 0    | 1     | 2      | 3     |
| Esgrima            | 0    | 1     | 0      | 1     |
| Tiro               | 0    | 1     | 0      | 1     |
| Lutas              | 0    | 1     | 0      | 1     |
| Polo               | 0    | 0     | 2      | 2     |
| Basquetebol        | 0    | 0     | 1      | 1     |
| Pentatlo moderno   | 0    | 0     | 1      | 1     |
| Total              | 13   | 24    | 36     | 73    |